# Nebraska (musikalbum)
Nebraska är ett musikalbum av Bruce Springsteen, utgivet av skivbolaget Columbia Records den 20 september 1982. Springsteen använder nästan uteslutande akustisk gitarr och munspel på detta soloalbum, och han har också spelat in skivan helt själv på en så kallad portastudio. Låtarna handlar om människor som befinner sig på rätt eller fel sida om lagen. Titelspåret handlar om en seriemördare löst baserad på Charles Starkweather.

## Låtlista
Samtliga låtar skrivna av Bruce Springsteen.
1. "Nebraska" - 4:32
2. "Atlantic City" - 4:00
3. "Mansion on the Hill" - 4:08
4. "Johnny 99" - 3:43
5. "Highway Patrolman" - 5:40
6. "State Trooper" - 3:17
7. "Used Cars" - 3:10
8. "Open All Night" - 2:58
9. "My Father's House" - 5:07
10. "Reason to Believe" - 4:10